# Simon Mdivani
Pour les autres membres de la famille, voir Famille Mdivani.
Simon Mdivani (en géorgien : სიმონ მდივანი ), né le 20 octobre 1876 à Khoni, Géorgie, à l'époque dans l'Empire russe, était un homme politique géorgien membre du Parti social-fédéraliste géorgien, exilé en Turquie, puis en France à la suite de l'invasion de son pays par l'Armée rouge, et mort le 13 décembre 1937 à Sceaux. 
Il fut membre du Conseil national et de l’Assemblée constituante géorgienne dont il assuma la vice-présidence, puis ambassadeur de la République démocratique de Géorgie en Turquie.

## Biographie

### Jeunesse
Simon (Svimon) est né dans la famille de Gurgen Mdivani, héritière d'une noblesse locale (aznaouri),  le 20 octobre 1876 à Khoni. Il poursuit ses études tour à tour à l’école primaire, au lycée de Koutaïssi, à la Faculté de sciences naturelles de l’Université d’Odessa, en Ukraine.  Après l’obtention de son diplôme d’études supérieures il trouve un emploi de chimiste dans l’administration de la ville d’Odessa et s’engage politiquement contre le tsarisme.

### 1905 à 1917, Batoumi
Il rejoint le Parti social-fédéraliste géorgien à Batoumi et participe au mouvement populaire qui secoue l’Empire russe. Il est rédacteur du quotidien Chermorskoe Echo, est poursuivi le 14 décembre 1906 pour un article, est condamné et contraint de fermer le journal. Il est élu président de la section locale, puis membre du comité central du Parti social-fédéraliste géorgien. Parallèlement il assure la présidence d’une banque  mutualiste. 

### 1918 à 1921, la République démocratique de Géorgie
Signataire de l’acte de retour à l’indépendance de la Géorgie le 26 mai 1918, membre du  Conseil national géorgien, puis de l’Assemblée constituante géorgienne, il est élu vice-président le 12 mars 1919 au titre des sociaux-fédéralistes qui ont obtenu 8 députés aux élections législatives. Il siège comme président à la commission des affaires étrangères, secrétaire à la commission militaire et à la commission budgétaire. 
Le 27 décembre 1920 il est nommé ambassadeur  en Turquie, à Ankara, avec une représentation diplomatique composée du général Eristavi, des militaires Emkhvari et Chalikachvili, des diplomates Aristo Tchumbadzé et Meliton Kartivadzé.  Simon Mdivani  est le premier ambassadeur étranger à reconnaître le régime kémaliste en passe de renverser le pouvoir du sultan Mehmed VI et l’Empire ottoman. 

### 1921 à 1928, l’exil provisoire en Turquie
Après l’entrée de l’Armée rouge sur le territoire géorgien, il émigre à Constantinople ; son frère Polycarpe Mdivani (1877-1937), dit Boudou, représente la Géorgie soviétique en  Turquie. En 1926, il participe au mouvement Prométhée initié en Pologne par Józef Piłsudski afin d’affaiblir la Russie soviétique, et à ce titre est membre d’un Conseil d’une Confédération du Caucase en exil (Géorgie, Azerbaïdjan, Nord-Caucase et Ukraine). En 1928, il est expulsé de Turquie, et rejoint la France,.

### 1928 à 1937, l’exil définitif en France
Il continue à lutter pour la libération de la Géorgie de l’occupation soviétique. Il prépare en particulier les journées consacrées à  Chota Roustavéli, à l’Université de la Sorbonne, mais décède avant : il meurt le 13 décembre 1937, à Sceaux. Il repose dans le carré géorgien du cimetière de Leuville-sur-Orge .

### L’homme
Marié à Nelly (Éléné) Nakachidzé, il a eu quatre filles, Irène, Elizabeth, Nelly (épouse Vodé) et Nino et un fils, Olivier, mort en bas âge en Turquie.